# La Petite-Marche
 La Petite-Marche  là một xã ở tỉnh Allier thuộc miền trung nước Pháp.